# Europameisterschaften 2024
Als Europameisterschaft 2024 oder EM 2024 bezeichnet man folgende Europameisterschaften, die im Jahr 2024 stattgefunden haben:
- Artistique-Europameisterschaft 2024
- Badminton-Europameisterschaft 2024
- Beachvolleyball-Europameisterschaft 2024
- Biathlon
  - Biathlon-Europameisterschaften 2024
  - Biathlon-Junioreneuropameisterschaften 2024
- BMX-Rennsport-Europameisterschaften 2024
- Bob- und Skeleton-Europameisterschaften 2024
- Boxeuropameisterschaften 2024
- Bogenschießen
  - Europameisterschaften im Bogenschießen 2024
  - Halleneuropameisterschaften im Bogenschießen 2024
- Cadre
  - Cadre-47/2-Europameisterschaft 2024
  - Cadre-71/2-Europameisterschaft 2024
- Crosslauf-Europameisterschaften 2024
- Curling-Europameisterschaft 2024
- Cyclocross-Europameisterschaften 2024
- Dreiband
  - Dreiband-Europameisterschaft 2024
  - Dreiband-Europameisterschaft für Nationalmannschaften 2024
- Darts Europameisterschaften 2024
- Einband-Europameisterschaft 2024
- Eiskunstlauf-Europameisterschaften 2024
- Eisschnelllauf-Mehrkampfeuropameisterschaft 2024
- Faustball-Europameisterschaft der Männer 2024
- Fechteuropameisterschaften 2024
- Fußball
  - Fußball-Europameisterschaft 2024
  - U-17-Fußball-Europameisterschaft 2024
  - U-17-Fußball-Europameisterschaft der Frauen 2024
  - U-19-Fußball-Europameisterschaft 2024
  - U-19-Fußball-Europameisterschaft der Frauen 2024
- Europameisterschaften im Modernen Fünfkampf 2024
- Europameisterschaften im Gewichtheben 2024
- Hallenhockey
  - Hallenhockey-Europameisterschaft der Herren 2024
  - Hallenhockey-Europameisterschaft der Damen 2024
- Handball
  - Handball-Europameisterschaft der Männer 2024
  - Handball-Europameisterschaft der Frauen 2024
  - U-18-Handball-Europameisterschaft der Männer 2024
  - U-20-Handball-Europameisterschaft der Männer 2024
- Inline-Speedskating-Europameisterschaften 2024
- IPCH-Europameisterschaft 2024
- Judo
  - Judo-Europameisterschaften 2024
  - Judo-Mixed-Team-Europameisterschaft 2024
- Kanurennsport-Europameisterschaften 2024
- Kanuslalom-Europameisterschaften 2024
- Karate
  - Karate-Europameisterschaften 2024
  - Karate-Europameisterschaften der Jugend, Junioren & U21 2024
- Klettereuropameisterschaft 2024
- Lacrosse-Europameisterschaften 2024 (Field Lacrosse)
- Leichtathletik-Europameisterschaften 2024
- Orientierungslauf-Europameisterschaften 2024
- Poolbillard
  - Poolbillard-Europameisterschaft 2024
  - Poolbillard-Jugendeuropameisterschaft 2024
- Rennrodel-Europameisterschaften 2024
- Ringer-Europameisterschaften 2024
- Ruder-Europameisterschaften 2024
- Europameisterschaften der Rhythmischen Sportgymnastik 2024
- Schach
  - Schach-Europameisterschaft 2024
  - Schach-Europameisterschaft der Frauen 2024
- Schwimmeuropameisterschaften 2024
- Schießsport
  - Schieß-Europameisterschaften 10 Meter 2024
  - Schieß-Europameisterschaften Flinte 2024
- Shorttrack-Europameisterschaften 2024
- Snooker
  - EBSA-Snookereuropameisterschaft 2024
  - EBSA-U21-Snookereuropameisterschaft 2024
  - EBSA-U18-Snookereuropameisterschaft 2024
- Squash
  - Squash-Europameisterschaft 2024
  - Squash-Mannschaftseuropameisterschaft 2024
- Taekwondo-Europameisterschaften 2024
- Tischtennis-Europameisterschaft 2024
- Truck-Racing-Europameisterschaft 2024
- Turn-Europameisterschaften 2024
- UEC
  - UEC-Bahn-Europameisterschaften 2024
  - UEC-Straßen-Europameisterschaften 2024
- Wasserball-Europameisterschaft 2024